# Thaiföld űrkutatása
A thai kormány elsődleges célkitűzésként távközlési műhold pályára állítását határozta el. A nagy területen elhelyezkedő országot kívánták összekapcsolni. A műholdak üzemeltetése mellett a földi adó/vevő rendszerek kiépítésével elérték, hogy a tudomány, a gazdaság, az oktatás rohamos fejlődésnek indulhatott.

## Története
A Geo-Informatikai és Űrtechnika Fejlesztési Ügynökség (angolul: Geo-Informatics and Space Technology Development Agency) (thaiul: สำนักงานพัฒนาเทคโนโลยีอวกาศและภูมิสารสนเทศ (องค์การ มหาชน)), egy állami űrkutatási szervezet (thaiul: สำนักงานพัฒนาเทคโนโลยีอวกาศและภูมิสารสนเทศ (องค์การ มหาชน), röviden alkalmazott neve GISTDA (thai: ส ทอ ภ.). Irányítását a Thaiföldi Tudományos és Technológiai Minisztérium végzi. Központi irodája Bangkokban van.
Feladata
- az állami űrkutatás közeli- és távlati elképzelésének kialakítása,
  - távközlési (távoktatási) szükségletek kialakítása,
  - természeti erőforrások feltérképezése,
  - meteorológiai adatszolgáltatás (katasztrófa előrejelzés, jelzése),
  - technikai fejlődés polgári célú hasznosítása,
- összefogni, támogatni, nyilvántartani az egyetemi, intézményi bázisok, valamint a hazai ipar tudományos munkáit, fejlesztéseit,
- elősegíteni a nemzetközi egy- és többoldalú kapcsolatokat, a hazai űrkutatás kibontakoztatása érdekében,
- képviseletet biztosítani a nemzetközi szervezetekben,
- kialakítani- és működtetni a hazai űrkutatás infrastruktúráját,

### Társ szervezet
THEOS – Thailand Earth Observation Satellite,

## Műholdak
- Thaicom–1 az első thaiföldi kommunikációs műhold,
- Thaicom–2 távközlési műhold,